# کونگ یاچی
کونگ یاچی (انگلیسی: Kong Yaqi؛ زادهٔ ۲۴ ژانویهٔ ۲۰۰۸) شناگر زن اهل چین است.
وی در مسابقات کشوری و بین‌المللی در مجموع برندهٔ ۱ مدال برنز شده است.